# Fadjar Harapan
Fadjar Harapan ("Amanecer de esperanza") fue una organización de pioneros en Indonesia, vinculada al Partido Comunista de Indonesia (PKI). Fadjar Harapan fue fundada en 1959, paralelo al movimiento de Scouts ya existente iniciado por el Partido Comunista. Sin embargo, oficialmente conectada a ningún partido político (de acuerdo con la constitución de la organización) y estaba abierto a todos los niños entre las edades de seis y trece. La iniciativa de fundar la nueva organización de pionieros fue tomada por el Aidit, el líder principal del Partido Comunista. Cuadros del Partido Comunista y Pemuda Rakjat (el ala juvenil del Partido Comunista) fueron encargados a estudiar cómo operaban los movimientos pioneros en otros países, pero adaptando las experiencias a las condiciones de Indonesia.
Una vez que Fadjar Harapan puesto en marcha, fue compuesta por organizaciones locales sin una organización central funcionando al nivel nacional. Grupos de Fadjar Harapan fueron establecidos en distintas ciudades importantes de todo el país. En la capital Yakarta, el movimiento había en torno a un millar de miembros. Grupos de Fadjar Harapan organizaban eventos deportivos, ayuda a alumnos con tareas escolares, brindando capacitación agrícola y artesanal, promoción de estudios de historia revolucionaria y la organización de excursiones a museos y sitios de interés histórico. Sumijati, un representante Fadjar Harapan, hizo una a intervención en el Sexto Congreso del Partido Comunista celebrado en 1959.
En 1961 ambos Fadjar Harapan y el movimiento Scout liderado por el Partido Comunista fueron fusionados por orden del gobierno a una nueva organización nacional de Scouts (con el presidente Sukarno como su "Jefe de Scouts").